# Little Quail and The Mad Birds
Little Quail and The Mad Birds foi uma banda de rock brasileira formada em 1988 por Gabriel Thomaz (guitarra e vocais), Zé Ovo (baixo e vocais) e Bacalhau (bateria).
Apesar de admirada no meio musical brasileiro, nunca alcançou sucesso comercial, dissolvendo-se em 1996 após o lançamento de dois álbuns, Lírou Quêiol en de Méd Bârds (1994) e A Primeira Vez Que Você Me Beijou (1996).

## Carreira
Lançaram o primeiro álbum, Lírou Quêiol en de Méd Bârds, em 1994 pela Banguela Records, com produção de Carlos Eduardo Miranda. O álbum tocou bastante e teve música no número 1 na MTV Brasil.
O grupo tocou junto com os também brasilienses Raimundos em seu antológico primeiro show no Reveillon de 1987 para 1988. Em 1999, os Raimundos, que já tinham colaborado com Thomaz em algumas canções, regravaram uma de suas músicas no Little Quail, "Aquela".
No dia 1 de fevereiro de 2009 o trio reuniu-se novamente para uma única apresentação, realizada no Festival Power Trio DeLuxe no Centro Cultural Vergueiro, em São Paulo.
A banda também tem se reunido esporadicamente para apresentações em Brasília. Em 2009 se apresentou na Esplanada dos Ministérios durante o festival Porão do Rock e em maio de 2012 na praça do Complexo Cultural da República.
Em junho de 2022, é realizado o o mini festival "Little Quail and the Mad Birds Fest" em Brasília.
Em junho de 2023, a banda se apresentou no Tributo ao Canisso, saudoso baixista dos Raimundos, realizado na Audio, em São Paulo.

## Discografia
- 1993 - Lírou Quêiol en de Méd Bârds
- 1996 - A Primeira Vez Que Você Me Beijou
- 1998 - EP